# Oligodon lacroixi
Espèce
Synonymes
- Opisthotropis lacroixi (Angel & Bourret, 1933)

Statut de conservation UICN

 VU B1ab(iii) : Vulnérable
Oligodon lacroixi est une espèce de serpent de la famille des Colubridae.

## Répartition
Cette espèce se rencontre dans le nord du Viêt Nam et en République populaire de Chine dans la province de Yunnan.

## Étymologie
Cette espèce est nommée en l'honneur d'Antoine François Alfred Lacroix (1863–1948).

## Publication originale
- Angel & Bourret, 1933 : Sur une petite collection de serpents du Tonkin. Description d'espèces nouvelles. Bulletin de la Société zoologique de France, vol. 18, p. 129-140.